# Валенцано
Валенцано (итал. Valenzano) је насеље у Италији у округу Бари, региону Апулија.
Према процени из 2011. у насељу је живело 16101 становника. Насеље се налази на надморској висини од 81 м.

## Становништво
| 1931. | 1936. | 1951. | 1961. | 1971. | 1981.  | 1991.  | 2001.  | 2011.  |
| ----- | ----- | ----- | ----- | ----- | ------ | ------ | ------ | ------ |
| 5.968 | 6.179 | 6.882 | 6.693 | 7.806 | 11.247 | 15.628 | 17.164 | 17.897 |